# Сансет-Біч (Північна Кароліна)
Сансет-Біч (англ. Sunset Beach) — місто (англ. town) в США, в окрузі Брансвік штату Північна Кароліна. Населення — 4175 осіб (2020).

## Географія
Сансет-Біч розташований за координатами 33°53′36″ пн. ш. 78°30′37″ зх. д. / 33.89333° пн. ш. 78.51028° зх. д. (33.893219, -78.510409).  За даними Бюро перепису населення США в 2010 році місто мало площу 19,02 км², з яких 16,70 км² — суходіл та 2,32 км² — водойми.

## Демографія
Згідно з переписом 2010 року, у місті мешкали 3572 особи в 1871 домогосподарстві у складі 1314 родин. Густота населення становила 188 осіб/км².  Було 5110 помешкань (269/км²).
Расовий склад населення:
| - 96,8 % — білих - 0,8 % — чорних або афроамериканців - 0,6 % — азіатів - 0,4 % — корінних американців |

До двох чи більше рас належало 0,8 %. Частка іспаномовних становила 1,9 % від усіх жителів.
За віковим діапазоном населення розподілялося таким чином: 6,3 % — особи молодші 18 років, 47,3 % — особи у віці 18—64 років, 46,4 % — особи у віці 65 років та старші. Медіана віку мешканця становила 64,0 року. На 100 осіб жіночої статі у місті припадало 91,7 чоловіків;  на 100 жінок у віці від 18 років та старших — 90,9 чоловіків також старших 18 років.
Середній дохід на одне домашнє господарство  становив 84 946 доларів США (медіана — 54 944), а середній дохід на одну сім'ю — 101 967 доларів (медіана — 77 355). За межею бідності перебувало 9,5 % осіб, у тому числі 0,0 % дітей у віці до 18 років та 3,7 % осіб у віці 65 років та старших.
Цивільне працевлаштоване населення становило 1198 осіб. Основні галузі зайнятості: мистецтво, розваги та відпочинок — 27,6 %, освіта, охорона здоров'я та соціальна допомога — 15,8 %, роздрібна торгівля — 15,5 %.